# Take the Long Way Home – Live in Montreal
Take the Long Way Home – Live in Montreal ist die erste Live-DVD des britischen Pop-/Rockmusikers Roger Hodgson, dem einstigen Gründungs- und langjährigen Bandmitglied der britischen Pop-/Rockgruppe Supertramp. Sie wurde insbesondere bei einem Konzert im kanadischen Montreal am 6. Juni 2006 aufgenommen und sechs Jahre nach dem Studioalbum „Open the Door“ am 28. August 2006 veröffentlicht. In Kanada wurde die DVD sehr gut verkauft, worauf sie am 14. September 2007 auch in anderen Staaten erschien und ebenfalls erfolgreich vermarktet wurde.

## Beschreibung
Die Live-DVD wurde während Hodgsons Tournee am 6. Juni 2006 bei einem Konzert in der Millionenstadt Montreal, der zweitgrößten Stadt Kanadas und größten der Provinz Québec, aufgenommen. Ort der Show war das in der Downtown stehende Veranstaltungszentrum Place des Arts. Bei dieser Tour gab Hodgson – seit der letzten Supertramp-Tour mit ihm von 1983 – erstmals wieder Konzerte in Kanada.
„Take the Long Way Home – Live in Montreal“ wurde vom Label DEP/Universal Canada am 28. August 2006 vorerst nur in Kanada veröffentlicht. Sie avancierte zur Platin-DVD in nur 7 Wochen und erlangte schnell Doppel-Platin-Status. Nach diesem Erfolg und dem Drängen zahlreicher Fans erschien die DVD von Eagle Vision mit etwas verändertem Cover und zusätzlichem Bonusmaterial am 14. September 2007 auch in vielen anderen Staaten.
Im Konzert agierte Roger Hodgson (Akustikgitarre, Keyboards und Klavier), der alle Lieder mit seinem berühmten Falsett per Hauptstimme sang, nur mit seinem aus London (Ontario, Kanada) kommenden Freund Aaron MacDonald (Keyboards, Klarinette, Melodica, Mundharmonika und Saxophone), der teils als Hintergrundsänger fungierte.
Der Konzertteil der DVD bietet bei guter Bild- und Tonqualität unter anderem Supertramp-Klassiker wie „Take the Long Way Home“, „Give a Little Bit“, „The Logical Song“, „Breakfast in America“, „Dreamer“, „It’s Raining Again“ und „School“ sowie ein paar Songs aus Hodgsons Solo-Karriere, darunter das zuvor unveröffentlichte „Oh Brother (Keep the Pigeons Warm)“. Das Besondere dabei ist die Einfachheit der Aufführung ohne pompöse Bühne und ohne großes Lichtspiel. Während des Montreal-Konzerts inszenierte Hodgson mit seinem Gastmusiker MacDonald eine eindrucksvolle Atmosphäre vor begeistertem Publikum. Die Songs sind lediglich so instrumentalisiert, wie sie einst von ihm komponiert wurden – ohne Bass- und E-Gitarre sowie ohne Schlagzeug: nur mit Akustikgitarre, Klavier und Keyboard als Hauptinstrumente.
Als Bonusmaterial sind aus einem Konzert der Nokia-Night-of-the-Proms-Tournee des Jahres 2004 der Song „Dreamer“ und kleine Auszüge der Lieder „The Logical Song“ und „Fool's Overture“ vorhanden. Diese drei Werke wurden von Hodgson und einem klassischen Orchester inklusive Chor gespielt. Die Bildqualität ist hier allerdings mies.
Weitere Extras sind (zum Beispiel mit Untertiteln in Deutsch): Aufnahmen vom „Sound check“, Mitschnitte von Zuschauereindrücken („Fans' impressions“ genannt), Hinterbühnenaufnahmen („Backstage pass“), eine „Photo gallery“, zwei Interviews („A conversation with Roger“ und „Montreal interview“) und „Roger's repertoire“ (Auflistung von Hodgson-Liedern).

## Liedliste, Inhalt
Die Live-DVD „Take the Long Way Home – Live in Montreal“ enthält das Montreal-Konzert (73:50 Min.) mit Intro (Einleitung) und 16 Liedern sowie viel Bonus-Material (66:51 Min.). Die angegebenen Längen beziehen sich auf die DVD-Version „EREDV645“, die 2 Stunden, 20 Minuten und 41 Sekunden lang ist. Alle Lieder wurden von Hodgson getextet und komponiert und per Hauptstimme gesungen.
| 1. Intro – 1:59 (Einleitung) 2. Take the Long Way Home – 5:37 3. Give a Little Bit – 4:31 4. Lovers in the Wind – 4:37 5. Hide in Your Shell – 7:07 6. Oh Brother (Keep the Pigeons Warm) – 4:42 7. The Logical Song – 4:16 8. Easy Does It – 2:20 9. Sister Moonshine – 2:56 10. Love is a Thousand Times – 2:41 11. Breakfast in America – 2:51 12. Don't Leave Me Now – 4:51 13. Dreamer – 4:22 14. It’s Raining Again – 6:28 15. School – 5:39 (Zugabe 1) 16. Two of Us – 2:44 (Zugabe 2) 17. Give a Little Bit – 5:09 (inkl. Credits; Zugabe 3) | Bonustracks: - Even in the Quietest Moments – 3:47 - Dreamer – 3:36 („The Nokia Night of the Proms, 2004“) – mit Orchester Auszüge aus Liedern („The Nokia Night of the Proms, 2004“): - The Logical Song – 0:48 – mit Orchester - Fool's Overture – 1:25 (Auszug 1) / 1:39 (Auszug 2) – mit Orchester Weitere Extras: Untertitel: Deutsch, Englisch, Französisch, Italienisch, Niederländisch, Portugiesisch, Spanisch - Behind the scenes: - Sound check – 10:04 - Fans' impressions – 5:44 - Backstage pass – 6:54 - Photo gallery – 4:20 - A conversation with Roger – 13:44 - Montreal interview – 14:50 - Roger's repertoire (Auflistung von Hodgson-Liedern) |

## Besetzung
- Roger Hodgson: Akustikgitarre, Keyboards, Klavier, Gesang
- Aaron MacDonald: Keyboards, Klarinette, Melodica, Mundharmonika, Saxophone, Hintergrundgesang

## Aufnahme und Produktion
Das Konzert in Montreal wurde für die Live-DVD mit 10 Kameras in HDV und im 16:9-Format gefilmt, in „Dolby Digital Stereo“, „DTS Digital Surround Sound“ und „Dolby Surround 5.1“ mitgeschnitten und in diesen Tonstudios fertiggestellt: Die Tonaufnahmen und Abmischung fanden in den Piccolo Studios in Montreal (Québec, Kanada) und Piccolo Studios in Las Vegas (Nevada, USA) statt.
- Produzent: Marie Brissette
- Produzent des Bonus-Materials: Alain Lévesque
- Technischer Produzent: Francis Youri
- Filmregisseur: Gérard Pullicino
- Toningenieur: Trevor Coppen
- Tonaufnahme und Abmischung: Denis Savage
- Assistent: Manuel Marie
- Cover-Gestaltung: Stuart Green
- Management: Shakti Shivaja, Linda Tyler